# San Bartolo Oxtotitlán
San Bartolo Oxtotitlán es un pueblo otomí que pertenece al municipio de Jiquipilco en el Estado de México. Se localiza entre los municipios de Jocotitlán, Villa del Carbón, Temoaya e Ixtlahuaca. Debido a la altura y la humedad es un pueblo productor de una amplia variedad de especies de hongos, así como de magueyes pulqueros o agave salmiana.

## Historia
El nombre San Bartolo Oxtotitlán u Oztotitlán, se compone del mexicano, Oztotl(cueva) y de titlán (entre) que significa entre las cuevas. De acuerdo a las fuentes, se han recuperado materiales arqueológicos como cerámica, figurillas antropomorfas de barro, puntas de obsidiana, completas y en fragmentos en los alrededores de las montañas; hallazgos que comprueban la existencia de un asentamiento durante la época prehispánica.

## Flora y fauna
El territorio cuenta con cientos de hectáreas de monte de pino-encino, áreas naturales como La Presa del Jabalí, el Cerro de la Bufa  y el manantial de la Mirla que nace al sur del pueblo donde se dice existe una zona arqueológica.
Entre las rocas y dos árboles, que bien podemos llamar cuates, nace un manantial de limpidas y abundantes aguas, que forman un río que recibe río abajo, las aguas de otros pequeños manantiales. Mirla es el femenino de Mirlo, ave que habita en estos montes. Ignoramos el nombre en náhuatl de esta ave. Es persistente el rumor de que el nacimiento del manantial, es zona arqueológica, por la existencia de importantes petroglifos.
En cuanto a la fauna del pueblo existen especies en peligro de extinción tales como el halcón peregrino, gato montés, zorra gris, armadillo, tlacuache y pájaro carpintero.

## Tradición oral
San Bartolo Oxtotitlán se ha caracterizado por su tradición oral donde resaltan leyendas como: El Cerro de La Bufa y La iglesia de las campanas que cuenta la existencia de una antigua iglesia en las montañas que poseía una campana enorme que quedó enterrada; la gente trató de sacarla con ayuda de caballos, cadenas y maquinaria, pero cuando ya estaba por salir; los lazos o cadenas se rompían y la campana se enterraba más profundamente, lo que provocó que no se pudiera recuperar. Por ello, se cree que aún se escucha su repicar una vez al año.
El Cerro de la Bufa se refiere a la leyenda sobre una piedra gigante que se encuentra en el monte del pueblo y donde se tiene la creencia que existe una puerta que dirige a la casa del Diablo y quien entra ahí, ya no sale.

## Lengua
Los idiomas que se hablan son el español y la lengua otomí.  

## Cultura
San Bartolo Oxtotitlán pertenece a la familia otomí del Valle de Toluca. Esta población conserva tradiciones como la celebración de su Santo patrón San Bartolomé y danzas tradicionales como los arrieros  y concheros.   
El 23, 24 y 25 de agosto se realiza la tradicional Feria del hongo; evento de platillos gastronómicos hechos a base de las diferentes especies de hongos del pueblo.
Una práctica tradicional del pueblo es el compadrazgo; ritual de cohesión en la formalización de relaciones interpersonales. El compadrazgo es un lazo y vínculo social-cultural que muestra el sentido comunitario entre el pueblo otomí; las figuras del padrino y la madrina representan importancia y respeto.  
Los otomíes de San Bartolo Oxtotitlán, están organizados principalmente por familia extensa; en una misma vivienda o terreno, radican varias familias que conviven cotidianamente y  tienen asignadas labores de trabajo como el cultivo de la tierra y el cuidado de los animales.

## Festividades
Las festividades principales son las siguientes:
- 24 de agosto fiesta patronal del pueblo en honor a San Bartolomé Apóstol
- 12 de diciembre celebración a la Virgen de Guadalupe
- 1 y 2 de noviembre día de muertos